# Música clásica del Perú
La música académica ha tenido un importante desarrollo en el Perú, desde el virreinato (Renacimiento, Barroco) con clara influencia española e italiana. Después de la guerra con Chile y, sobre todo, a partir del siglo XX, se desarrolló la corriente nacionalista, llamada indigenismo, alentada por la riqueza de motivos melódicos de la música de la costa y de los Andes (que ha aportado a muchas composiciones el sistema tonal de la pentafonía). La música ha estado omnipresente en las obras de numerosos compositores, quienes al mismo tiempo se han adaptado a las corrientes de la vanguardia musical y el dodecafonismo provenientes del exterior.

## Desarrollo inicial
Durante la época de la colonia. Se usaba en el culto religioso, como vehículo de evangelización, y en la corte del Virrey. Si bien en Europa se estaba desarrollando ya el período Barroco, el estilo de la música clásica en el Perú durante la primera etapa del virreinato era más bien similar al de la época renacentista. Destacan en este período los compositores Juan de Araujo y Tomás de Torrejón y Velasco. En 1631 el religioso Juan Pérez Bocanegra compuso en el Cuzco la primera obra polifónica del Continente americano. Posteriormente, con la llegada a Lima del violinista y compositor Italiano (Rocco) Roque Cerruti, llega al Virreinato el estilo Barroco.

## Época Republicana
Durante los primeros años de la república destaca la labor de Bernardo Alcedo como compositor del Himno Nacional del Perú, y la labor del músico italiano Claudio Rebagliati como orquestador del mencionado Himno y otras obras precursoras del nacionalismo musical encarnado posteriormente por Daniel Alomía Robles y las escuelas romántico-nacionalistas del Cusco (Roberto Ojeda, Juan De Dios Aguirre Choquecunza, Baltazar Zegarra Pezo y Francisco Gonzáles Gamarra), Arequipa (Luis Dunker Lavalle, Manuel Aguirre, Octavio Polar, David Honorio Molina, Aurelio Díaz Espinoza entre otros), Puno (Rosendo Huirse Muñoz, Víctor Echave, Mariano Béjar Pacheco, etc.), Lima (José María Valle Riestra y Rosa Mercedes Ayarza de Morales) y del Norte (Carlos Valderrama, Daniel Hoyle, Ernesto López Mindreau y Monseñor Ulises Calderón).

## Tendencias contemporáneas
La II Guerra Mundial motivó que músicos europeos se trasladaran al Perú huyendo de ésta. Este hecho condujo a la fundación de la Orquesta Sinfónica Nacional del Perú, que contaba en ese entonces con muchos músicos extranjeros. También llegaron al Perú profesores de composición como Rodolfo Holzmann y Andrés Sas. Estos músicos trajeron al Perú las nuevas técnicas composicionales que se había venido desarrollando en Europa como consecuencia del colapso del sistema tonal. Los alumnos de estos profesores desarrollaron un nuevo estilo composicional, que se destaca por el uso de materiales musicales naturales del Perú combinados con las nuevas técnicas composicionales del siglo XX. Destacan entre estos nuevos compositores: José Malsio, Celso Garrido Lecca, Edgar Valcarcel Arze, Enrique Iturriaga Romero, Francisco Pulgar Vidal y Enrique Pinilla Sánchez-Concha. Simultáneamente otros compositores escribieron música en un estilo más conservador, sin abandonar la tonalidad convencional. Entre estos compositores destacan Jaime Díaz Orihuela, Armando Guevara Ochoa y Alejandro Núñez Allauca, cuya música se define como neoindigenista. En su momento la música clásica formó parte de las transmisiones de Radio Nacional del Perú.
En las décadas del 40 y 50 se produjo en Europa y Estados Unidos el surgimiento de las vanguardias musicales, que llevaron la ruptura con la tradición clásica a un punto extremo. En el Perú los compositores que se adhirieron a este movimiento fueron Édgar Valcárcel y Celso Garrido Lecca Seminario y sobre todo Enrique Pinilla. Posteriormente, destacan dentro de este grupo Walter Casas Napán, Seiji Asato Asato, José Carlos Campos Gálvez y José Sosaya Weckselman. Al mismo tiempo, se desarrolló el proyecto musical Arcoíris del Cusco, fundado en 1973, cuyo objetivo era fusionar la música andina y la música clásica, lo que coincidió con la popularización de la música andina durante el gobierno de Juan Velasco Alvarado.
Con el surgimiento de Radio Filarmonía, entre los compositores de la generación del 80 y 90 sobresalen: Carlos Ordóñez Basauri, Fernando Delucchi Fernald, Federico Tarazona, Rafael Junchaya Rojas, Nilo Velarde, Giles Mercier, César Peredo y Miguel Oblitas Bustamante. 
A principios de la década del 2000 los estudiantes de composición del Conservatorio Nacional de Música del Perú fundaron un grupo llamado "Círculo de Composición Peruano" (Circomper). En la actualidad este grupo reúne a la gran mayoría de compositores jóvenes.